# شعب الكومان

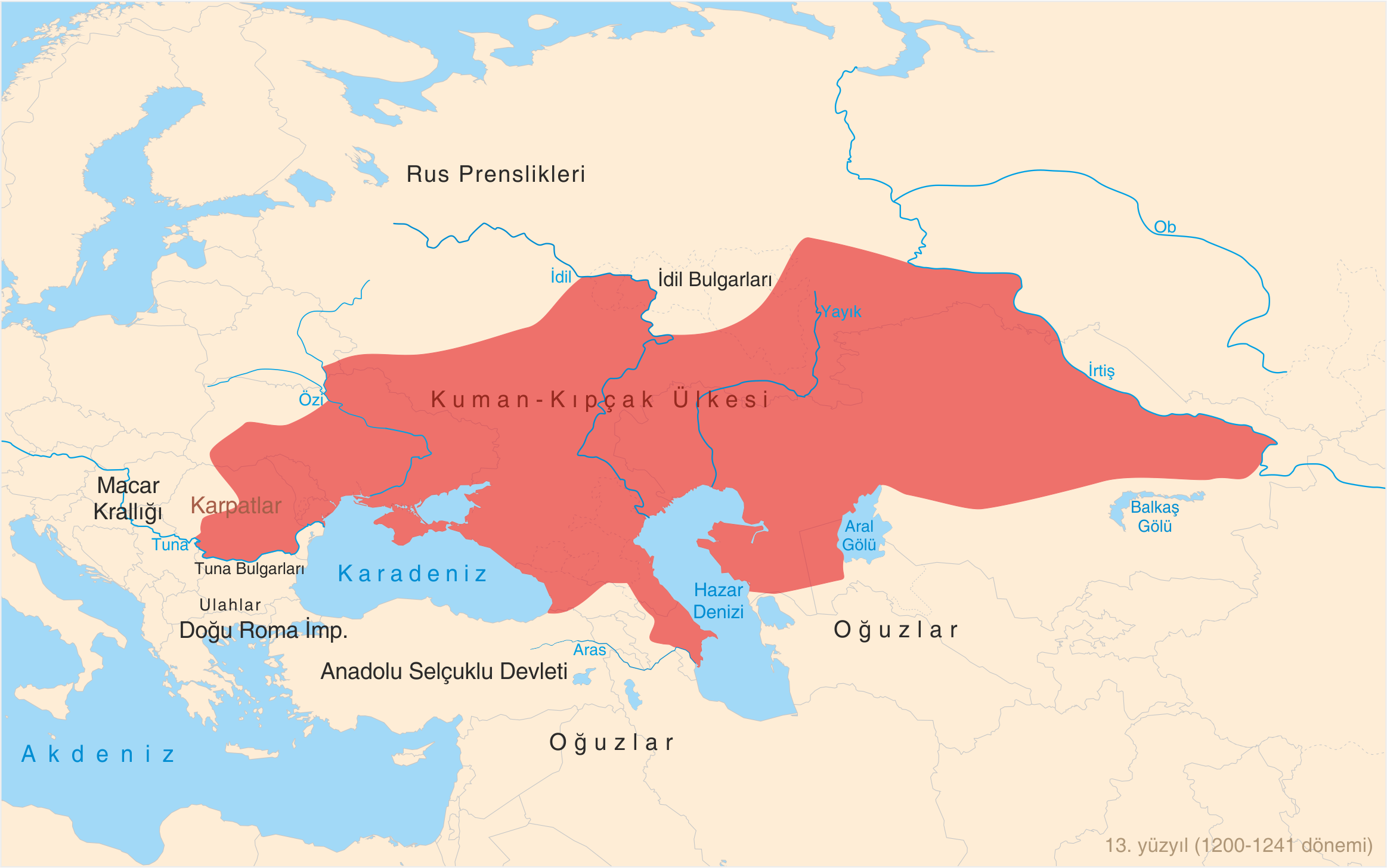
الاتحاد الكوماني الكيبتشاكي في أوراسيا حوالي 1200م

الكومان أو القومان (بالتركية: kuman والجمع kumanlar  (بالرومانية: cuman / plural cumani), (بالبولندية: Połowcy, Plauci (Kumanowie)), (الروسية: Половцы) - بولوفتسي، (بالأوكرانية: Половці), (بالبلغارية: Кумани)، بالتشيكية: Plavci، (بالجورجية: ყივჩაყი, ყიფჩაღი)، بالألمانية: Falones, Phalagi, Valvi, Valewen, Valani) كانوا من البدو الرحل الترك الذين يمثلون الفرع الغربي للاتحاد الكوماني الكيبتشاكي. بعد الغزو المغولي (1237م)، قرروا المطالبة باللجوء في المجر (Hungary)، ثم إلى بلغاريا. وتشير أبحاث أخرى إلى أن الكومانيين قوبلوا بترحاب في المجر قبل الغزو المغولي. وأقام الكومانيون أيضًا في بلغاريا قبل الغزو المغولي.
وفيما يتعلق بالبيشينك أو «البجانكة» (Pecheneg)، فكانوا يقطنون منطقة متحركة إلى الشمال من البحرالأسود وعلى طول نهر فولجا (Volga) المعروف باسم كومانيا (Cumania)، وهناك تدخل الاتحاد الكوماني الكيبتشاكي في سياسات القوقاز والخوارزم. وانتهى بهم المطاف إلى الغرب من البحرالأسود، ليقحموا أنفسهم في سياسات كييف روس (Kievan Rus') وبلغاريا وصربيا والمجر ومولدوفا وجورجيا والأفلاق (Wallachia). وتوحدت قبائل الكومان والكيبتشاك سياسيًا لتكوين اتحاد عرف بالاتحاد الكوماني الكيبتشاكي. ويشهد على وجود اللغة الكومانية بعض وثائق العصور الوسطى وهي الأشهر بين اللغات التركية. وكانت مخطوطة كومانيكس (Codex Cumanicus) تمثل دليلاً لغويًا كتب ليساعد البعثات الكاثوليكية في التواصل مع الشعب الكوماني.
 (Lugansk)

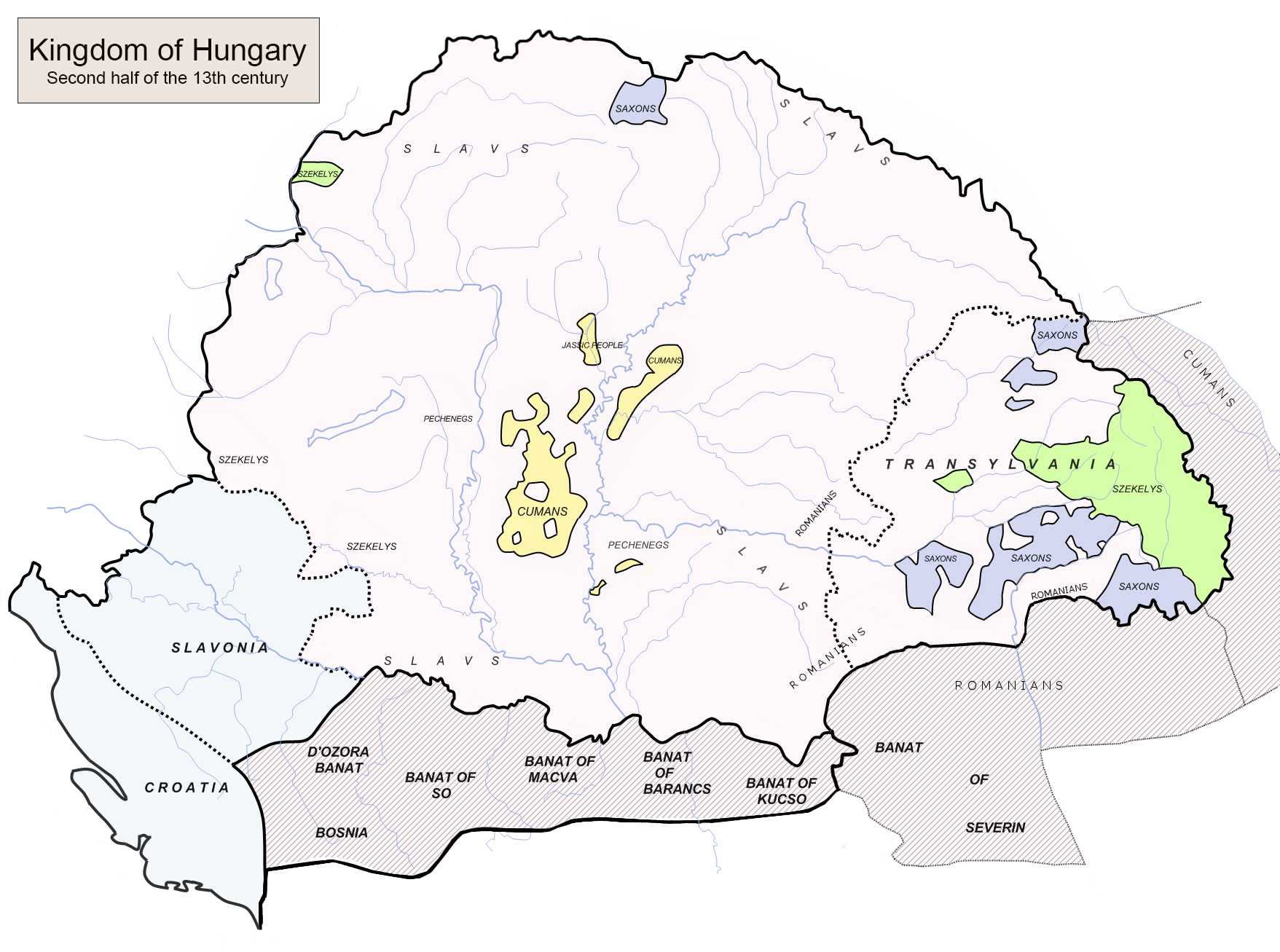
مملكة المجر (القرن الثالث عشر الميلادي)

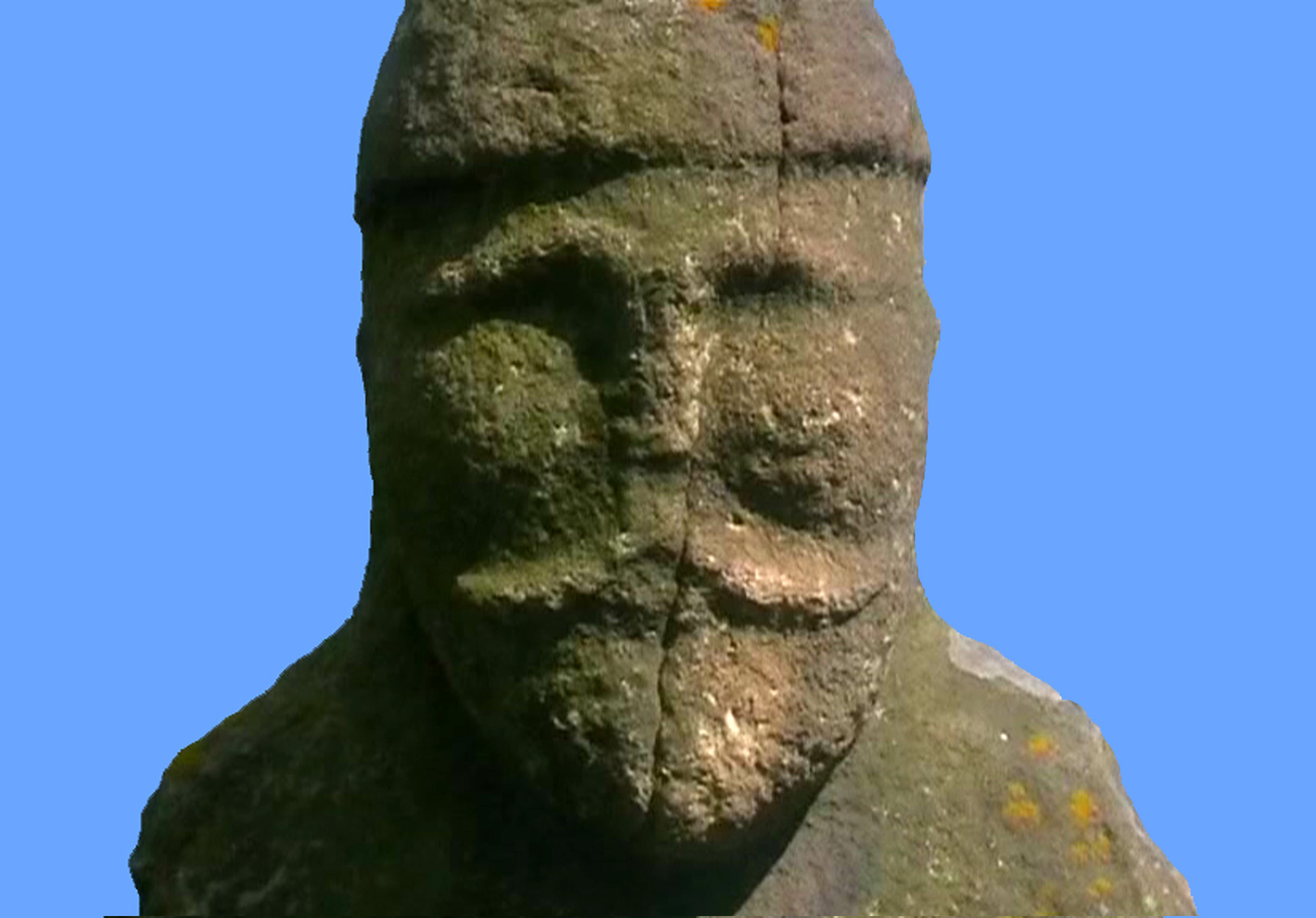
الميثاق الكوماني الكيبتشاكي، القرن الثاني عشر الميلادي، لوغانسك

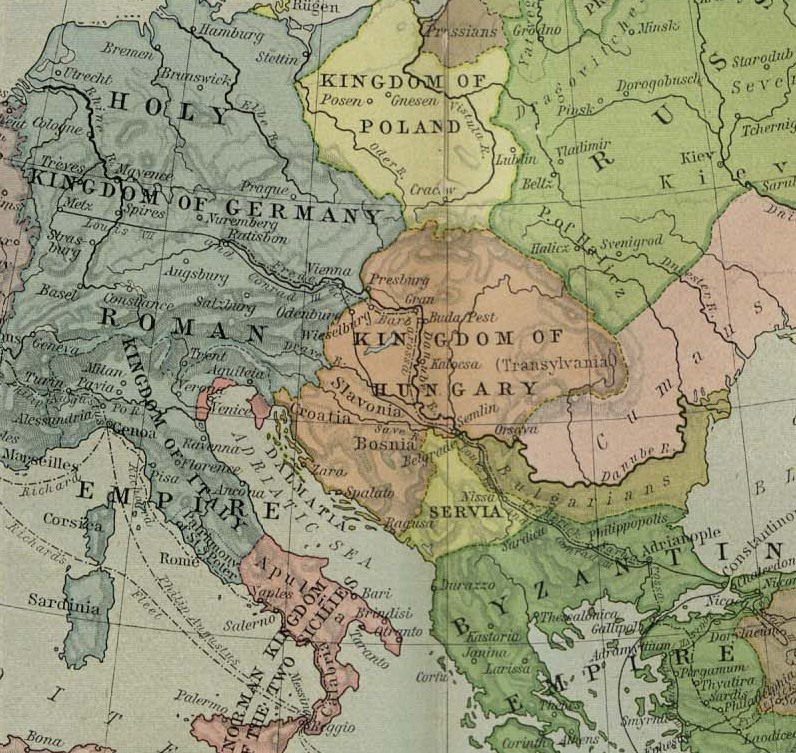
خريطة أوروبا سنة 1190م.

كان الكومانيون بدوًا مقاتلين في السهب الأوراسي، ومارسوا ضغوطًا كبيرة على دول البلقان في العصور الوسطى. والركيزة الأساسية التي عوَّل عليها الكومانيون لتحقيق نجاحات سياسية هي القوة العسكرية التي مكنتهم من السيطرة على الفصائل البلقانية المتنازعة. وعاشت مجموعات من الكومانيين مع السكان المحليين وعاشروهم في عدة مناطق في البلقان. وثار جدل عظيم لإثبات أن اسم الممالك البلغارية التي عقبتهم (الأسينية (Asenids) التيرتيرية (Terterids) والشيشمانية) وتأسيس المملكة الفاليشية (الباسارابية) له أصول كومانية. ولكن بالنسبة للممالك الباساربية والإيسينية (Asenid) فيعدهم بعض العلماء ضمن الممالك الفلاشية (الرومانية) وكان لهم دور حيوي لعبوه في بيزنطة والمجر وصربيا حيث ضُم المهاجرون الكومانيون في كل بلد إلى صفوف النخبة.
كان الكومانيون يسمّون الفولبان (Folban) وفالانيين/فالويين (Vallani/Valwe) عند الألمان، والكون (Kun) (Qoun) عند المجريين، و بولوفتسيين/بولوفيين (Polovtsy/Polovec) (من اللغة السلافية الشرقية القديمة "половъ" — أصفر عند الروسيين -) وجميع هذه الكلمات تعني «أشقر». ومن الصعب التعرف على ما يقصده المؤرخون القدامى عند قولهم كيبتشاك، إذ إنها قد تشير إلى الكومان فقط أو الكيبتشاك فقط أو كليهما معًا. وترابط الشعبان وعاشوا في وئام (ويبدو أنهم تبادلوا خبراتهم في صنع السلاح والخبرات الثقافية واللغات المتآلفة). وكان هذا الاتحاد وتلك المعاشرة له أثره على المؤرخين حيث أصبح من الصعب عليهم أحيانًا الكتابة عن إحداهما دون أن ينجذب إلى الأخرى. ومن بين العشائر التي تضمنها الاتحاد الكوماني عشيرة تيرتيروبا وبوردجوجلي وتوكسوبا وإتيبا/ليتيبا وكاي وإيتوجلي وكوتشوبا (أي عشيرة رام) وأوروسوبا وإلبوريلي وكانجاروجلي وأندجوجلي ودوروت ودجارتان وكارابيكلي وكوتان/هوتان وكولاباوجلي وأوليلريك وألتونوبا والأولبيرلي.

## التاريخ

### الأصول
إن الأصول الإثنية للكومانيين غير مؤكدة. وأفادت التقارير أن الكومان لديهم شعر أشقر وبشرة فاتحة وعيون زرقاء (الأمر الذي ميزهم عن المجموعات الأخرى وحيّر المؤرخين فيما بعد)، على الرغم من أن خصائصهم الأنثروبولوجية تشير إلى أن أصلهم الجغرافي قد يكون من آسيا الداخلية، أو جنوب سيبيريا، أو (مثلما يفترض استفان فاساري) شرق القوس الكبير للنهر الأصفر في الصين.
يذكر الفيلسوف الطبيعي الروماني بليني الأكبر (الذي عاش في القرن الأول الميلادي)، في وصف «بوابات القوقاز» (دربند، أو مضيق داريال)، أن «حصنًا، اسمه كومانيا، أقيم بهدف منع مرور القبائل الكثيرة التي تقع خلفه». ويشير الفيلسوف اليوناني سترابو (توفي نحو 24 ميلاديًا) إلى مضيق داريال (المعروف أيضًا باسم البوابات الأيبيرية أو البوابات القوقازية) باسم بورتا كوكاسكا وبورتا كومانا. وتقول كتابات المروازي (نحو 1120) إن شعب «كون» (الاسم الذي كان يطلق على الكومان في المجر) قد جاءوا من الحدود الشمالية الصينية «أرض كيتاي» (ربما خلال جزء من الهجرة من الشرق البعيد). وبعد مغادرة أراضي الخيتان (ربما بسبب توسع كيتاي)، دخلوا أراضي شعب شاري / ساري. كتب مروازي أن شعب «كون» كانوا مسيحيين نسطوريين.
لا يمكن إثبات ما إذا كان الكومان قد غزوا الكيبتشاك أم أنهم ببساطة يمثلون الكتلة الغربية من القبائل الناطقة باللغة الكيبتشكية التركية. وكانت دولة كيميك خانات «ضحية» هجرة الكومان إلى الغرب (743-1220)، التي حُلت وأعيد تجميعها بعد ذلك تحت قيادة الكيبتشاك والكومان. ولهذا السبب، فإن المكون القبلي للكيميك كان ممثلًا بين الكومان والكيبتشاك. ويذكر المؤرخ السوري ياقوت (1179-1229) أيضًا «الكون» في قاموس البلدان، حيث يُشير إلى أن «(الإقليم السادس) يبدأ حيث ظل خط الطول للاعتدال الشمسي هو سبعة، وستة أعشار، وسدس واحد من عُشر قدم، وتتجاوز نهايتها بدايتها بقدم واحدة فقط، وتبدأ في وطن قاي وكون وخيرخيز وكيماك في تقازغاز وأراضي التركمان والفاراب وبلد الخزر. وقد ذكر المؤرخ الأرمني، ماثيو إديسا (توفي 1144)، الكومان، باستخدام اسم χartešk (خارت، بمعنى «الشقر»، «الشاحبون»، «فاتحو البشرة»).

وقد كتب بوتابوف:
خلال الفترة من نهاية 800 إلى 1230 ميلادي نشر الكومان نفوذهم السياسي في السهول العريضة من ألتاي إلى شبه جزيرة القرم والدانوب. كانت إيرتيش مع سهولها المجاورة (على الأقل تحت بحيرة زايسان) في مجال ذلك الاتحاد. وقد كان أعضاء الاتحاد أيضًا بلا شك من أسلاف الكوماندي الحاليين (في ألتاي) وتيلوتس، وهو ما يتضح من لغتهم التي تُماثل لغة توبول إيرتيش وتتار بارابا وتنتمي إلى مجموعة كيبتشاك. 
دخل الكومان مراعي السهوب الروسية الجنوبية الحالية في القرن الحادي عشر الميلادي واستمروا بمهاجمة الإمبراطورية البيزنطية ومملكة المجر وإمارة بيرياسلاف وخقانات روس. وقد دفع دخول الكومان إلى المنطقة أتراك الأوغوز للاتجاه غربًا، ما أدى بدوره إلى انتقال البجناك إلى الغرب من نهر دنيبر. وساهمت هجمات الكومان والروس في مغادرة الأوغوز من سهوب شمال البحر الأسود. دخل الكومان البودجاك لأول مرة (بيسارابيا) في مرحلة ما نحو 1068- 1078. وأطلقوا حملة مشتركة مع البجناك ضد أدرنة في عام 1078. وخلال العام نفسه كان الكومان يقاتلون الروس أيضًا. يذكر التأريخ الأولي الروسي الكومان اليميك الذين كانوا نشطين في منطقة بلغار الفولغا.
تألفت الأراضي الشاسعة من عالم كومان كيبتشاك من وحدات قبلية ذات روابط ضعيفة كانت تمثل قوة عسكرية مهيمنة ولكن لم تُوحد سياسيًا من قبل قوة مركزية قوية. تصرف الخانات وفق مبادراتهم الخاصة. ولم ينشئ كومان كيبتشاك دولة أبدًا، وبدلًا من ذلك شكلوا الاتحاد الكوماني الكيبتشاكي (كومانيا / ديشت آي تشيبتشاك / زيمليا بولوفيكاجا (أرض بولوفسية) / بول بولوفيكو (سهل بولوفسيان))، التي امتدت من نهر الدانوب في الغرب إلى طراز، كازاخستان في الشرق. ربما كان هذا بسبب عدم مواجهتهم لتهديد طويل الأمد قبل الغزو المغولي، وربما يكون قد أطال وجودهم أو سرّع تدميرهم.
يشير روبرت وولف إلى أن الانضباط والتماسك هو الذي سمح لكومان كيبتشاك بغزو مثل هذه الأراضي الشاسعة. ويذكر الإدريسي أن كومانيا حصلت على اسمها من مدينة كومانيا. كتب: «من مدينة الخزرية إلى مدينة كيريت 25 ميلًا. ومن هناك إلى كوماني، التي أعطت اسمها للكومان، 25 ميلًا؛ تسمى هذه المدينة بلاك كومانيا (السوداء). ومن مدينة بلاك كومانيا إلى مدينة تموتوركان (ماتلوكا)، التي تدعى وايت كومانيا (البيضاء)، على بعد 50 ميلًا، وايت كومانيا هي مدينة مأهولة كبيرة. في الواقع، في هذا الجزء الخامس من القسم السابع يوجد الجزء الشمالي من أرض روسيا والجزء الشمالي من أرض كومانيا. في هذا الجزء السادس يوجد وصف لأرض كومانيا الداخلية وأجزاء من أرض بلغاريا».

أشار المؤرخ الأرمني هيثوم (هيتون) من كوريكوس إلى القبيلة الذهبية خانات باسم «كومانيا». وقد قال المسافر المغربي ابن بطوطة (1304 – نحو 1369) عن كومانيا: «هذه البرية خضراء وعشبية دون أشجار ولا تلال مرتفعة أو منخفضة. لا توجد وسيلة للسفر في هذه الصحراء إلا العربات». وكتب المؤرخ الفارسي حمد الله المستوفي (1281-1349) أن مناخ كومانيا بارد ولديها مرعى ممتاز والعديد من الماشية والخيول. وفي كتاب أسفار للسير جون ماندفيل في القرن الرابع عشر، أشار أن كومانيا:
«واحدة من الممالك العظيمة في العالم، لكنها غير مأهولة بشكل كامل. إذ إن أحد أجزائها بارد بشدة لدرجة أنه لا يمكن أن يسكن فيه أي شخص؛ وفي جزء آخر هناك حرارة شديدة لدرجة أنه لا يمكن لأي إنسان أن يتحمل ذلك. والمدينة الرئيسية في كومانيا تدعى ساراك (سيراي)، وهي واحدة من الطرق الثلاث للذهاب إلى الهند. ولكن في هذا الطريق، لا يمر عدد كبير من الناس، إلا في فصل الشتاء. والرجال العابرون يسعون إلى دربند، والطريقة الأخرى هي الانتقال من مدينة تركستان عبر بلاد فارس، ومن هذه الطريق تتم العديد من الرحلات الصحراوية، والطريق الثالثة هي أن تأتي من كومانيا ثم تتجه نحو البحر العظيم ومملكة أبخاز. بعد ذلك، شعر الكومانيون الذين كانوا في الخدمة في مصر بأنهم يتمتعون بقوة كبيرة، واختاروا سلطانًا لهم من بينهم، فسُمي (ملك سالان). وخلال حكمه دخل بلاد ملوك فرنسا، سانت لويس، وحارب معه، وأخذه السلطان وسجنه؛ وقُتل هذا السلطان على يد خدمه. وبعد ذلك، اختاروا سلطانًا آخر، وسموه تيمبيمان، 
وترك سانت لويس يخرج من السجن مقابل فدية معينة. وبعد ذلك، حكم أحد هؤلاء الكومانيين، ذلك المرتفع كاتشاس، وقتل تيمبيمان، ليصبح السلطان. وسُمي بعدها ملك مينيس».
وفقًا للرحالة اليهودي بيتيكيا من ريغنسبورغ في القرن الثاني عشر «ليس لديهم ملك، فقط أمراء وعائلات ملكية».
احتك الكومان مع إمارات الروس وبلغاريا والإمبراطورية البيزنطية ودول والاشيا في البلقان. ومع أرمينيا ومملكة جورجيا في القوقاز؛ ومع الإمبراطورية الخوارزمية في آسيا الوسطى. وقد شكل الكومان الكيبتشاك عنصرًا مهمًا وارتبطوا ارتباطًا وثيقًا بالبيت الملكي الخوارزمي عبر التحالفات من خلال الزواج. وكان الكومان نشطين أيضًا في التجارة مع التجار من آسيا الوسطى إلى البندقية. كان للكومان اهتمامات تجارية في شبه جزيرة القرم، حيث حازوا على تقدير مدن القرم أيضًا. كانت المنطقة التجارية الرئيسية مدينة سوداق القديمة، والتي اعتبرها ابن الأثير «مدينة قفجاق التي تتدفق منها ممتلكاتهم المادية. وتقع على بحر الخزر. وتأتي السفن إليها محملة بالملابس. ويشتري سكان قفجاق منهم ويبيعونهم العبيد. فراء البرتاس، والقنادس، والسناجب. «بسبب هيمنتهم السياسية، أصبحت لغة الكومان لغة مشتركة في المنطقة. وهكذا اعتُمدت اللغة من قبل اليهود القريميين والمجتمعات الأرمينية في القرم (التي أنتجت العديد من الوثائق المكتوبة في كيبتشاك بالأبجدية الأرمنية)، حيث حُفظت لقرون حتى العصر الحديث.

## كتابات أخرى
- (بالروسية) Golubovsky Peter V. (1884) Pechenegs, Torks and Cumans before the invasion of the Tatars. History of the South Russian steppes IX-XIII centuries (Печенеги, Торки и Половцы до нашествия татар. История южно-русских степей IX—XIII вв.) at Runivers.ru in ديجافو format.
- (بالروسية) Golubovsky Peter V. (1889) Cumans in Hungary. Historical essay (Половцы в Венгрии. Исторический очерк) at Runivers.ru in ديجافو format.
- István Vásáry (2005) "Cumans and Tatars", Cambridge University Press.
- Gyárfás István: A Jászkunok Története
- Györffy György: A Codex Cumanicus mai kérdései
- Györffy György: A magyarság keleti elemei
- Hunfalvy: Etnographia
- Perfecky (translator): Galician-Volhynian Chronicle

## وصلات خارجية
- Mitochondrial DNA of ancient Cumanians: culturally Asian steppe nomadic immigrants with substantially more western Eurasian mitochondrial DNA lineages
- Map of migration
- Cuman Royal House نسخة محفوظة 14 أغسطس 2018 على موقع واي باك مشين.